# Demonax olivaceus
Demonax olivaceus là một loài bọ cánh cứng trong họ Cerambycidae.